# Classe Nampo (corvette)
La classe Nampo (coréen :남포급 초계함), est une classe de corvette (frégate légère) construite en Corée du Nord pour la marine populaire de Corée, pour remplacer la classe Soho. Elle a quelques similitudes avec l'UMS Tabinshweht de la classe Anawrahta de la marine birmane (Tatmadaw Yay).

## Historique
On sait peu de choses sur leurs caractéristiques et leurs armes. L'un des éléments clairs est la présence d'un pont d'hélicoptère et peut-être même d'un petit hangar sur la coque.
Le seul système d'armes identifié est celui des roquettes anti-sous-marines (mortiers RBU-1200 (en)), faisant ainsi de la corvette une réponse aux récents développements de la marine sud-coréenne dans le domaine des sous-marins.
D'autres armes pourraient cependant être ajoutées, notamment des canons et des missiles anti-navires (comme le Kh-35, connu pour avoir été récemment mis en service dans le KPN). Les systèmes de missiles potentiels semblent être SAM et SSM.
Selon les normes occidentales, les navires devraient être considérés comme des corvettes, mais ils sont également décrits comme des frégates légères pour leur rôle.

## Unités
- Une unité à Najin (service en mer du Japon)
- Une unité à Nampo (service en mer Jaune)

## Galerie

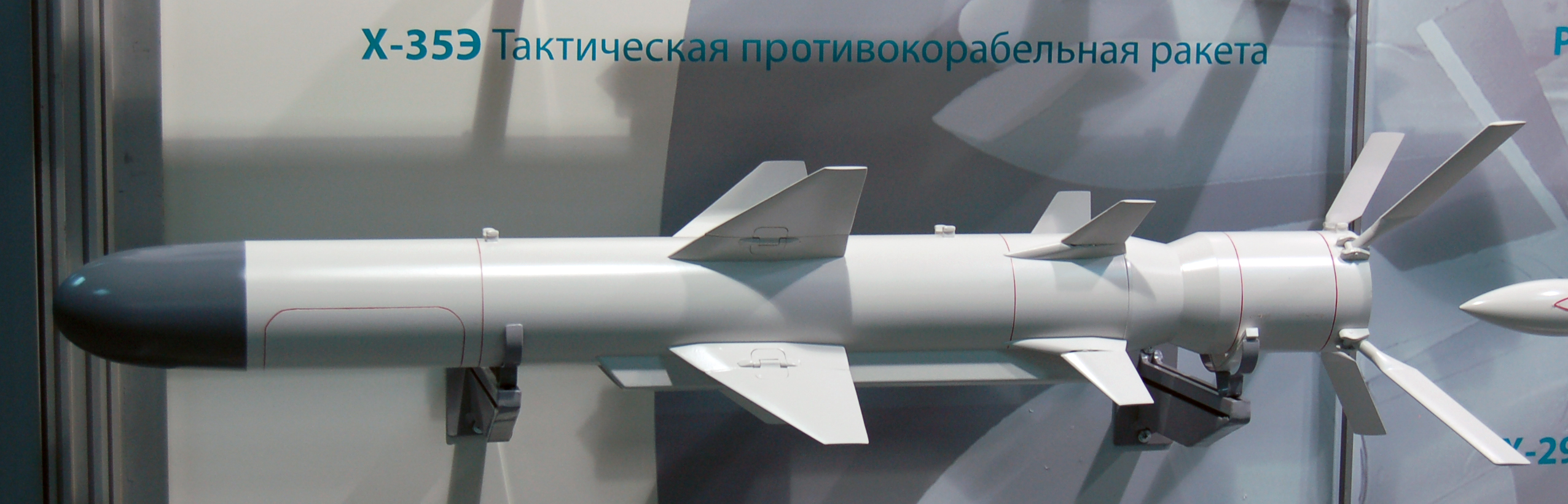
Missile Kh-35
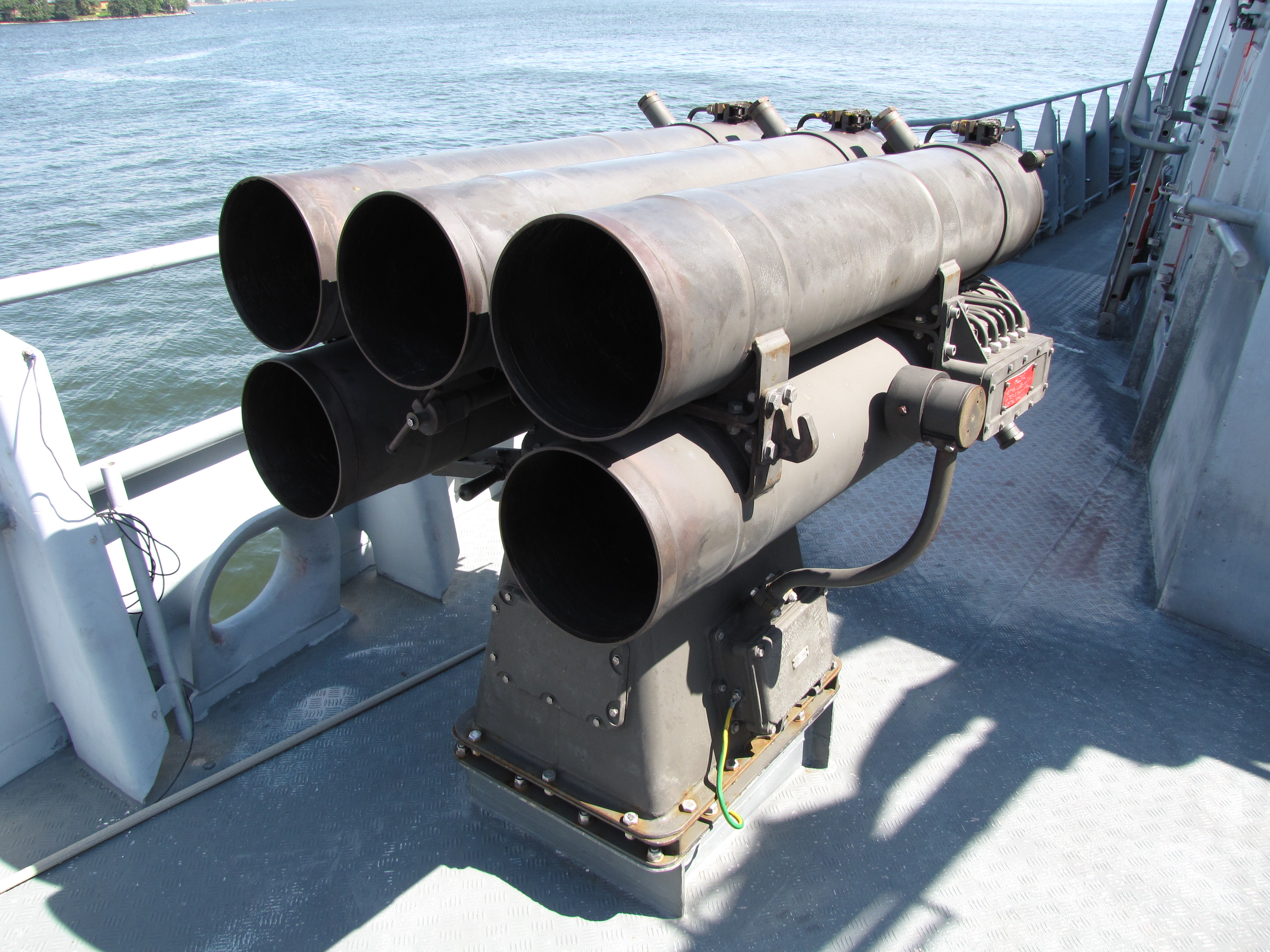
Lanceur RBU-1200
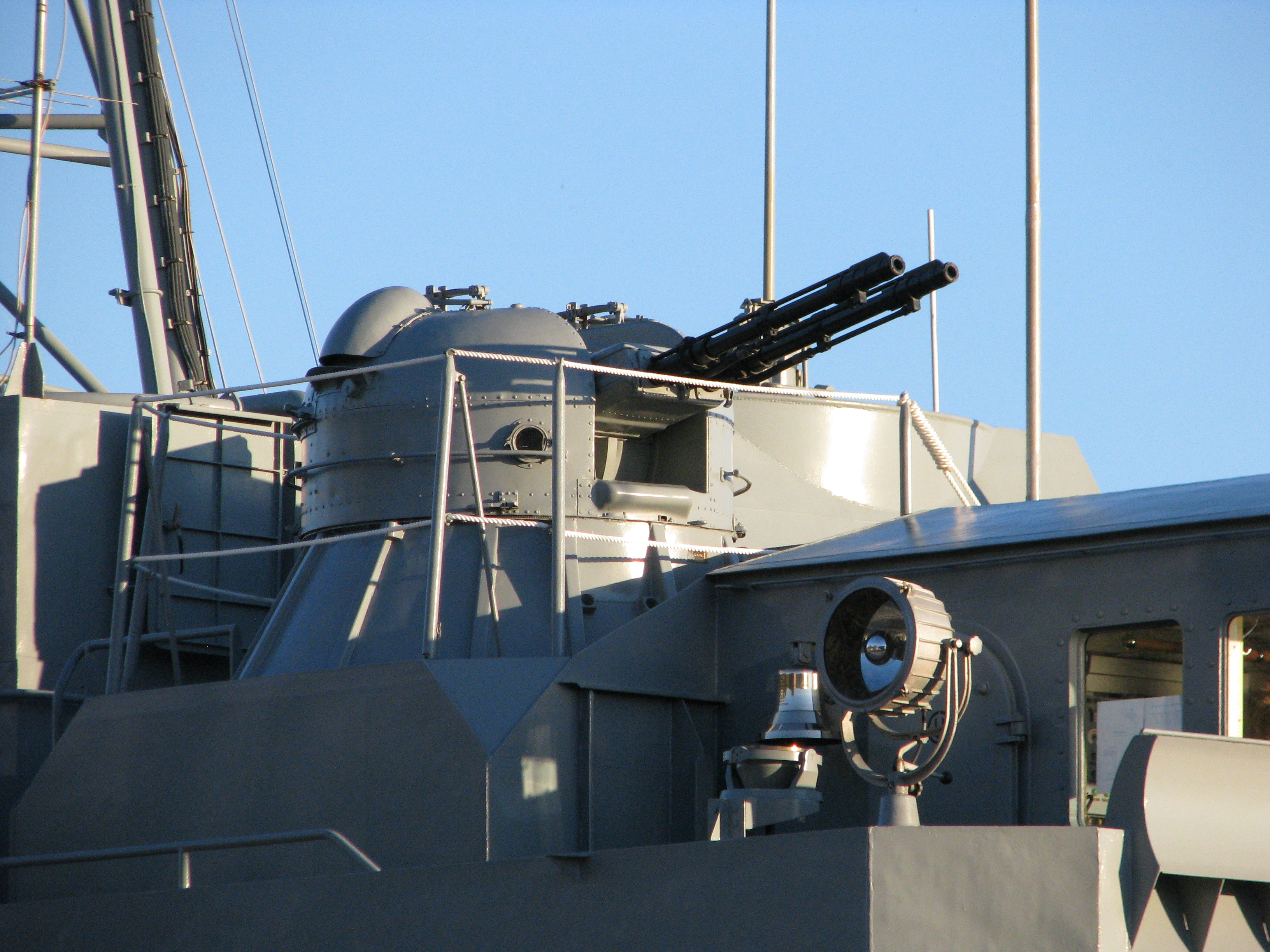
Canon twin AK-230